# Joel Rifkin
Joel David Rifkin, ameriški serijski morilec, * 20. januar 1959, New York.

## Zgodnje življenje
Ko se je Rifkin rodil, sta bila oba njegova starša študenta. Njegov biološki oče je bil kasneje vojaški veteran. Njegova biološka starša sta ga 14. februarja 1959, ko je bil star tri tedne, dala v posvojitev. Posvojil ga je premožnejši par iz Long Islanda v New Yorku.
Rifkin je bil v šoli med slabšimi zaradi učnih težav, bil pa je tudi nepriljubljen med sošolci zaradi slabšega navezovanja stikov in prijateljstev. Leta 1977 je maturiral na srednji šoli East Meadow, nato pa je obiskoval predavanja še na več univerzah, vendar šolanja ni nikoli dokončal. Po končani šoli se je Rifkin samozaposlil kot krajinar.
20. februarja 1987 je njegov očim Bernard storil samomor s predoziranjem zdravil, saj je več mesecev trpel za rakom na prostati.
22. avgusta 1987 je bil Rifkin aretiran med napadom na prostitutko v Hempsteadu v New Yorku, potem ko je policistki pod krinko ponudil denar za seks.

## Umori
Rifkin je svoj prvi umor zagrešil 20. februarja 1989, ko je ubil Heidi Balch na njenem domu v East Meadowu. Nato je njeno telo razkosal in ji odstranil zobe in konice prstov. Njeno glavo je položil v pločevinko z barvo, ki jo je pustil v gozdu na igrišču za golf v Hopewellu v New Jerseyju. Njene noge, preostali trup in roke je odvrgel severneje v East River v okolici New Yorka. Heidijino truplo so odkrili 5. marca 1989, ko so njeno odrezano glavo našli na golfišču pri sedmi luknji. Njeno truplo in ostale dele so našli 8. aprila istega leta v Pequonnock Creeku blizu Jefferson Townshipa v New Jerseyju. Njene posmrtne ostanke so identificirali šele leta 2013.
V naslednjih štirih letih naj bi Rifkin ubil še 16 žensk. Po aretaciji leta 1993 je bil vpleten tudi v Heidin umor. Leta 2013 so preiskovalci po ponovnih zaslišanjih ugotovili, da sta Heidi in ženska, ki jo je opisal kot svojo prvo žrtev ista oseba.
Dne 24. junija 1993 je Rifkin pobral Tiffany Bresciani, ki je bila prostitutka, ki je delala na Manhattnu. Tiffany je bila takrat s svojim fantom Davom Rubinsteinom, ki mu je rekla, da se bo vrnila čez 20 minut. Ker se ni vrnila, je Rubinstein poklical policijo in jim predal opis Mazdinega poltovornjaka iz  leta 1984, ki ga je vozil Rifkin.

## Aretacija in sojenje
Dne 28. junija 1993 so državni policisti, ki so patruljirali na Southern State Parkway na Long Islandu, opazili poltovornjak brez registrske tablice, na njem je bila tudi ponjava in ko so jo odstranili, so pod njo našli truplo.
Leta 1994 so ga spoznali za krivega devetih točk umora druge stopnje in obsojen na 203 leta (dosmrtne) kazni v zaporu.

## Življenje v zaporu
Upravitelji zapora so se leta 1996 odločili, da bo bil Rifkin sam v celici in, da bo zaprt 23 ur na dan, saj je Rifkin bil tako razvpit, da bi lahko njegova prisotnost zapornike motila. Več kot štiri leta je preživel v samici, nato so ga premestili v zapor v okrožju Clinton v New Yorku. Rifkin je kasneje zapor tožil in trdil, da je bil njihov način, da je sam v samici in da je toliko časa zaprt protiustaven. Leta 2000 je državno prizivno sodišče odločilo, da v zaporu niso kršili njegovih ustavnih pravic, ko so ga namestili v izolacijo.

## Znane žrtve
| Žrtve                        | Opombe |
| ---------------------------- | --- |
| Heidi "Susie" Balch (25)     | Ostanki najdeni leta 1989. Identificirana marca 2013.                                                                                      |
| Julie Blackbird              | Ostanki niso bili nikoli najdeni. |
| Barbara Jacobs (31)          | Ostanki so bili najdeni 14. julija 1991 v reki Hudson.                                                                                     |
| Mary Ellen DeLuca (22)       | Ostanki so bili najdeni 1. oktobra 1991 v Cornwallu v New Yorku. Identificirana 4. julija 1993.                                            |
| Yun Lee (31)                 | Ostanki so bili najdeni 23. septembra 1991 v East River pri otoku Randalls.                                                                |
| ?                            | Nikoli identificirana, posmrtni ostanki nikoli najdeni.                                                                                    |
| Lorraine Orvieto (28)        | Ostanki najdeni 11. julija 1992 v Coney Island Creeku. Identificirana 4. julija 1993.                                                      |
| Mary Ann Holloman (39)       | Ostanki so bili najdeni 9. julija 1992 v Coney Island Creeku.                                                                              |
| ?                            | Identiteta ostaja anonimna. Najdena marca 1992.                                                                                            |
| Iris Sanchez (25)            | Ostanki so bili najdeni 29. junija 1993 v bližini mednarodnega letališča John F. Kennedy.                                                  |
| Anna Lopez (33)              | Ostanki so bili najdeni 25. maja 1992 v Pattersonu v New Yorku.                                                                            |
| Violet O'Neill (21)          | Ostanki, najdeni julija 1992 v Harlem River blizu Governors Islanda. Identificiran septembra 1993.                                         |
| Mary Catherine Williams (31) | Ostanki najdeni 21. decembra 1992 v Yorktownu v New Yorku. Identificirana 6. julija 1993.                                                  |
| Jenny Soto (23)              | Ostanki so bili najdeni 17. novembra 1992 na obali Harlem River v južnem Bronxu.                                                           |
| Leah Evans (28)              | Ostanki so bili najdeni 9. maja 1993 v Northamptonu v okrožju Suffolk v New Yorku.                                                         |
| Lauren Marquez (28)          | Ostanki so bili najdeni 29. junija 1993 v Long Island Central Pine Barrens v okrožju Suffolk v New Yorku. Identificirana 20. avgusta 1993. |
| Tiffany Bresciani (22)       | Truplo najdeno 28. junija 1993 v zadnjem delu Rifkinovega poltovornjaka.                                                                   |